# Tate Donovan
Tate Buckley Donovan (25. září 1963 New York) je americký herec a režisér.

## Životopis
Narodil se jako nejmladší ze sedmi dětí Eileen a J. Timothymu Donovanovým. Už během dospívání začal hrát. Hrál postavu Joshuy, přítele Rachel Greenové v seriálu Přátelé, s jejíž představitelkou Jennifer Aniston byl zasnoubený. Objevil se v seriálech Ten, kdo tě chrání, Mister Sterling, Exposed a jako Jimmy Cooper v O.C.
Byl zasnouben se Sandrou Bullock a Jennifer Aniston. Chodil také s Lauren Graham. Oženil se s Corinne Kingsbury.

## Filmografie
| Rok       | Film/seriál                           | Role                           | Poznámky                 |
| --------- | ------------------------------------- | ------------------------------ | ------------------------ |
| 1984      | Žádná maličkost                       | Bob                            |                          |
| 1984      | Rodinná pouta                         | Clancy                         | 1 epizoda                |
| 1985      | Not My Kid                            | Ricky                          |                          |
| 1985      | Poldové z Hill Street                 | Dean Johnson                   | 1 epizoda                |
| 1985      | Beze stopy                            | Brian Walker                   |                          |
| 1985      | North Beach and Rawhide               | Sean Connelly                  |                          |
| 1986      | Magnum                                | R.J. Masters                   | 1 epizoda                |
| 1986      | Případ neoprávněného zabití           | Lawrence O'Donnell Jr          |                          |
| 1986      | Vesmírný tábor                        | Kevin Donaldson                |                          |
| 1987      | Nutcracker: Money, Madness & Murder   | Marc                           |                          |
| 1988      | Dangerous Curves                      | Chuck Upton                    |                          |
| 1988      | Vietnam War Story II                  |                                |                          |
| 1988      | Čistý a střízlivý                     | Donald Towle                   |                          |
| 1989      | Smrtící rána                          | John Burns                     |                          |
| 1990      | Rising Son                            | Des                            |                          |
| 1990      | Memphiská kráska                      | Luke Sinclair                  |                          |
| 1992      | Little Noises                         | Elliott                        |                          |
| 1992      | Inside Monkey Zetterland              | Brent Zetterland               |                          |
| 1992      | Equinox - den zúčtování               | Richie Nunn                    |                          |
| 1992      | Nápoj lásky č. 9                      | Paul Matthews                  |                          |
| 1993      | Ethan Frome                           | reverend Smith                 |                          |
| 1994      | Philly Heat                           | Kevin Gaffney                  |                          |
| 1994      | Svátost manželská                     | Peter                          |                          |
| 1994      | Příběhy ze záhrobí                    | Nelson                         | 1 epizoda                |
| 1995-1996 | Partners                              | Owen                           | 22 epizoda               |
| 1996      | America's Dream                       | David                          |                          |
| 1997      | Disney Sing-Along-Songs: Zero to Hero | Herkules                       | dabing                   |
| 1997      | Herkules                              | Herkules                       | dabing                   |
| 1997      | Zločin v ulicích                      | Greg Kellerman                 | 1 epizoda                |
| 1997      | Vražda v Bílém domě                   | Kyle Neil                      |                          |
| 1997      | Ally McBealová                        | Ronald Cheanie                 | 3 epizody                |
| 1997      | Jediné vzrušení                       | Eddie                          |                          |
| 1998      | Waiting for Woody                     | David                          |                          |
| 1998      | Tenká růžová čára                     | Simon                          |                          |
| 1998      | Přátelé                               | Joshua Burgin                  | 5 epizod                 |
| 1998      | Pokoušet osud                         | Dr. Ben Creed                  |                          |
| 1998      | Trinity                               | Kevin McCallister              | 3 epizody                |
| 1998      | Ruská ruleta                          | Peter                          |                          |
| 1998-1999 | Herkules                              | Herkules                       | dabing                   |
| 1999      | Hercules: Zero to Hero                | Herkules                       | dabing                   |
| 1999      | 4 a.m.: Open All Night                |                                |                          |
| 2000      | The Office Party                      | Bill                           |                          |
| 2000      | Jesus & Hutch                         | Hutch                          |                          |
| 2000      | Drop Back Ten                         | Wally Bixer                    |                          |
| 2000      | Krajní meze                           | Tom Seymour                    | 1 epizoda                |
| 2000      | G-Men from Hell                       | Mike Mattress                  |                          |
| 2001      | House of Mouse                        | Herkules                       | 1 epizoda, dabing        |
| 2001      | Swordfish: Operace Hacker             | asistent senátora              | nebyl uveden v titulcích |
| 2001      | Zase bude fajn                        | Mark                           |                          |
| 2001      | Legenda o Tarzanovi                   |                                | dabing                   |
| 2002      | Ten, kdo tě chrání                    | Lou Caffey                     | 1 epizoda                |
| 2002      | Mister Sterling                       | Barry Reed                     |                          |
| 2003      | Exposed                               | Bob Smith                      |                          |
| 2003-2006 | O.C.                                  | Jimmy Cooper                   | 39 epizod                |
| 2005      | Ochránce                              | Howard Plummer                 |                          |
| 2005      | Dobrou noc a hodně štěstí             | Jesse Zousmer                  |                          |
| 2005      | Silver Bells                          | Christy Byrne                  |                          |
| 2005      | Painkiller Jane                       | Dr. Graham Knight/Lucas Insley |                          |
| 2006      | The Lather Effect                     | Will                           |                          |
| 2007      | Odstřelovač                           | Russ Turner                    |                          |
| 2007      | Zákon a pořádek: Zločinné úmysly      | Luke Nelson                    | 1 epizoda                |
| 2007      | Nancy Drew: Záhada v Hollywoodu       | Carson Drew                    |                          |
| 2007      | Neal Cassady                          | Neal Cassady                   |                          |
| 2007-2010 | Patty Hewes - nebezpečná advokátka    | Tom Shayes                     | 39 epizod                |
| 2008      | Uklízeč                               | Richard Hoffler                | 1 epizoda                |
| 2008      | American Primitive                    | Harry                          |                          |
| 2009      | Head Case                             |                                | 1 epizoda                |
| 2010      | Below the Beltway                     | Paul Gibson                    |                          |
| 2010      | No Ordinary Family                    | Mitch McCutcheon               | 1 epizoda                |
| 2012      | Argo                                  | Bob Anders                     |                          |
| 2013      | Hostages                              | Brian Sanders                  | 1 epizoda                |
| 2013      | Deception                             | Edward Bowers                  | 11 epizod                |
| 2014      | Sun Belt Express                      | Allen King                     | v postprodukci           |